# Méguet (departamento)
Méguet é um departamento ou comuna da província de Ganzourgou no Burkina Faso. A sua capital é a cidade de Méguet.
Em 1 de julho de 2018 tinha uma população estimada em 45907 habitantes.